# Jászszentlászló
Jászszentlászló je obec v Maďarsku v župě Bács-Kiskun v okrese Kiskunmajsa. K 1. lednu 2018 zde žilo 2 467 obyvatel.

## Historie
První písemná zmínka o obci pochází z roku 1570.

## Geografie
Obec je vzdálena asi 10 km severovýchodně od okresního města Kiskunmajsa. Od města s župním právem, Kecskemétu, se nachází asi 35 km jihozápadně.

## Doprava
Do obce se lze dostat silnicemi z Csengele, Jakabszálláse, Kiskufélegyházy a Kiskumajsy. Dále jí prochází železniční trať Kiskunhalas–Kiskunfélegyháza, na které se nachází stanice Jászszentlászló.

## Galerie

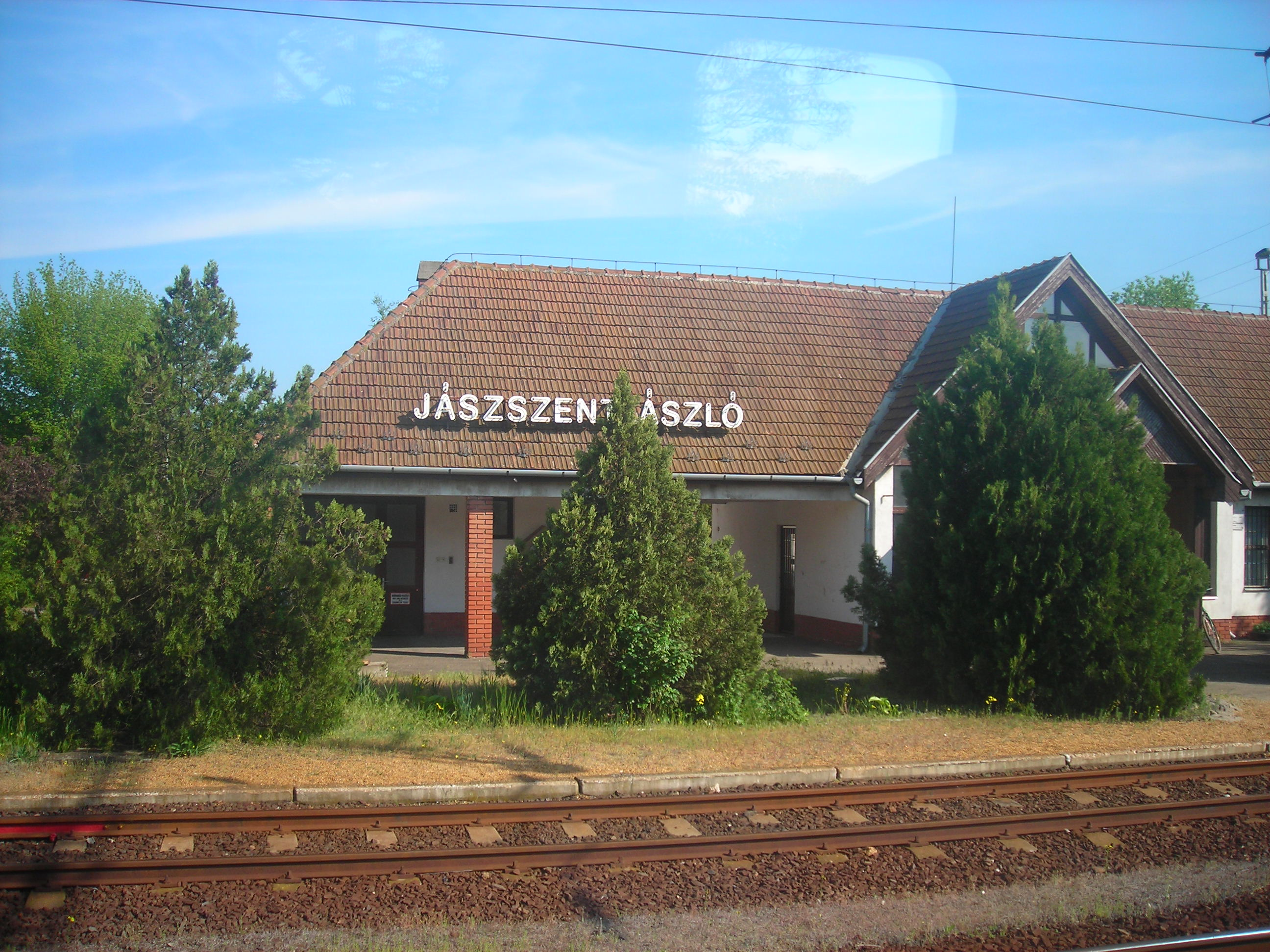
Místní železniční stanice
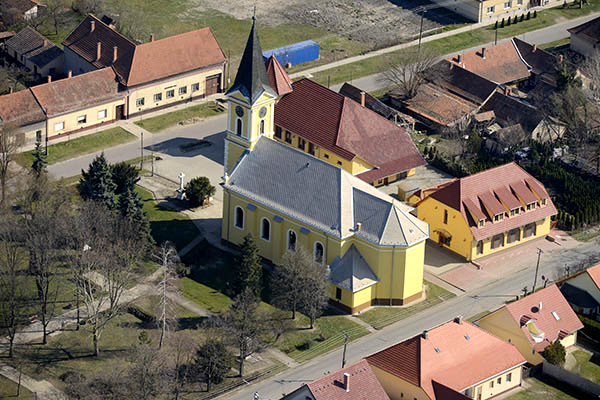
Místní kostel
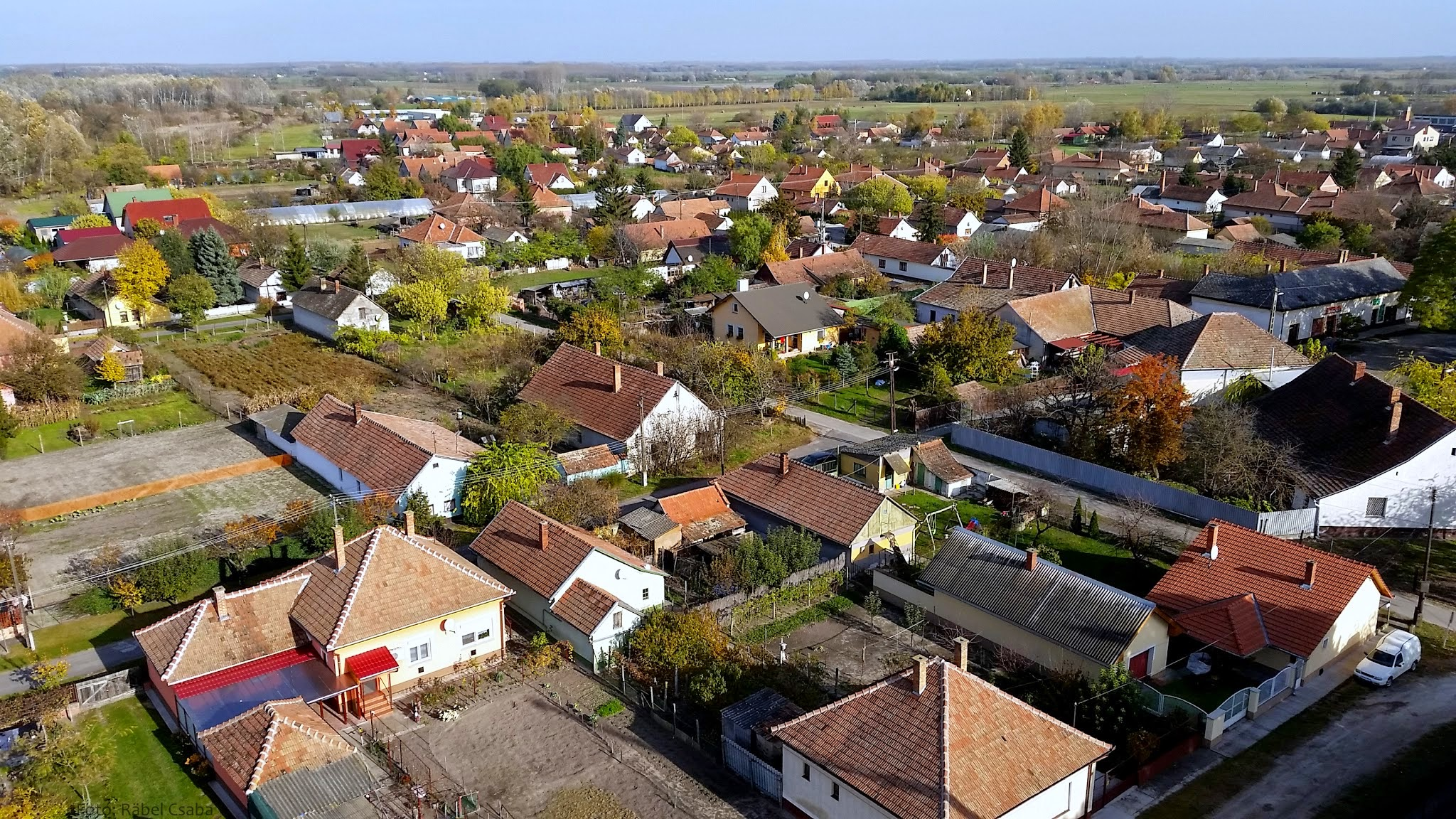
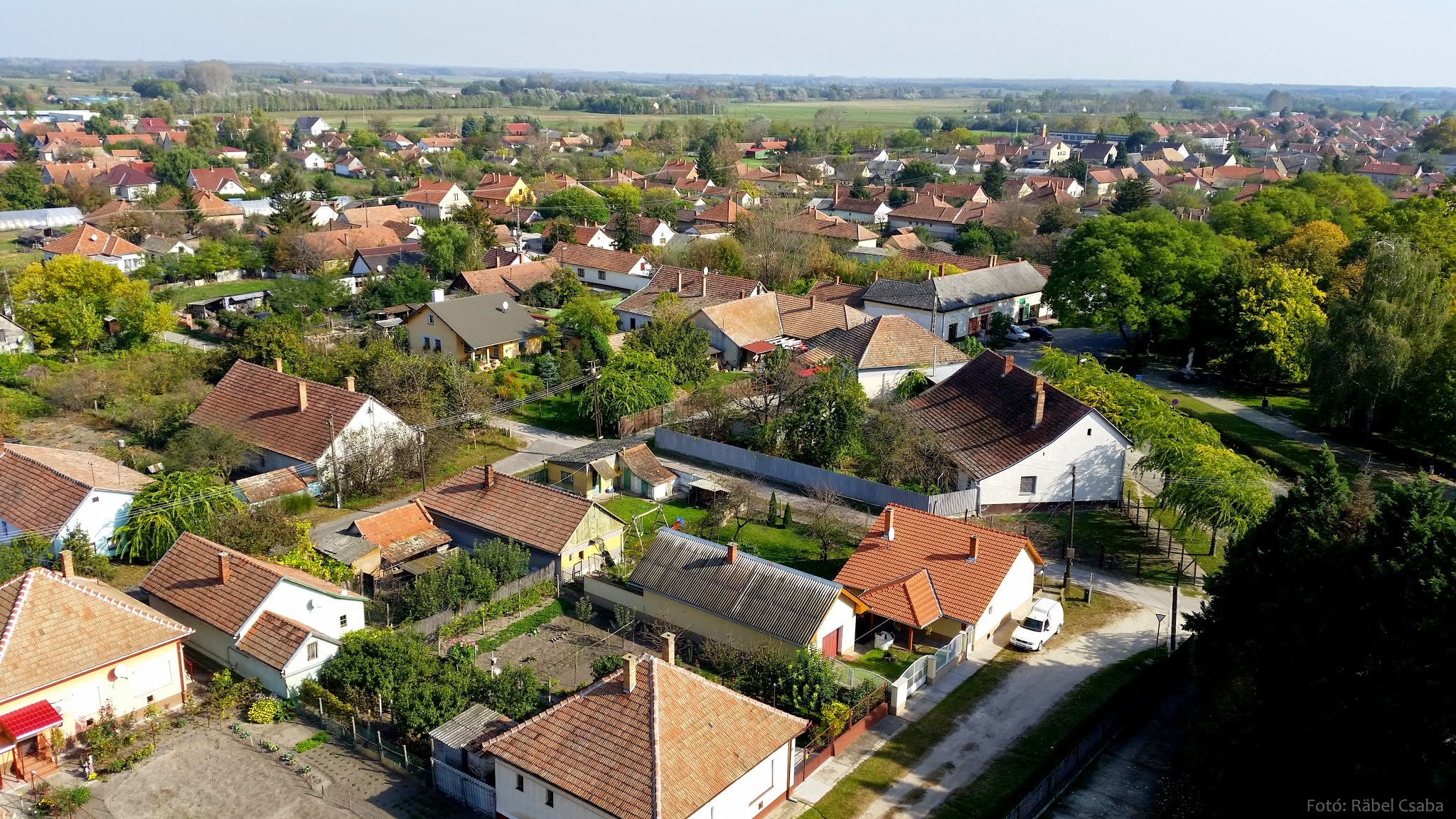
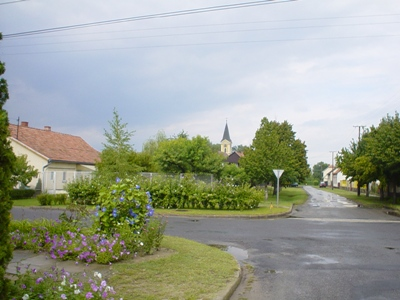